# Общество воздушных сообщений Юнкерс-Дессау
Общество воздушных сообщений Юнкерс-Дессау (нем. Junkers Luftverkehr Russland) — немецкая авиакомпания, транспортное подразделение Junkers Flugzeugwerke, выполнявшая полёты внутри СССР в 1922—1924 годах, затем из Персии под названием нем. Junkers Luftverkehr Persien регулярные рейсы между Тегераном и Баку.
25 июля 1922 года газета «Нижегородская коммуна» писала: «С первых чисел августа открывается воздушное сообщение Москва — Нижний на металлических самолётах системы „Юнкерс“. Организаторами предприятия являются германская фирма „Юнкерс“ и инициативная группа русских военных летчиков, организовавшихся в общество „Авиакультура“. Общество ставит своей задачей всякое покровительство мирному применению авиации. … Открываемая линия является первой попыткой частного предприятия в России. От успеха линии будет зависеть, будут ли в ближайшее время осуществляться воздушные сообщения на территории РСФСР». С с 1 августа по 25 сентября Было перевезено 209 пассажиров и свыше двух тонн грузов и почты. Авиакомпания отличалась пунктуальностью: за время полетов было всего два опоздания рейсов — на 7 и 12 минут. С закрытием ярмарки совместное предприятие перестало существовать.

Юнкерс Ю-13 R-RECI над Тегераном

29 января 1923 года был заключён договор между СНК РСФСР и фирмой Junkers Flugzeugwerke на концессионное производство самолётов в Филях. Одновременно Юнкерс получил право на создание в России собственной авиакомпании. Компания, получившая имя нем. Junkers Luftverkehr Russland, должна была обслуживать воздушную трассу Швеция — СССР — Персия. Для работы на этой линии фирма Junkers Flugzeugwerke выделила 8 самолётов. В СССР они получили следующую регистрацию — R-RECA, R-RECB, R-RECC, R-RECD, R-RECE, R-RECF, R-RECH и R-RECI. Кроме самолётов фирма командировала в Москву девять пилотов, пять сотрудников аэропортов, восемь бортмехаников, шесть слесарей, одного инженера, одного рабочего и десять администраторов.
По окончании подготовительных работ начались регулярные рейсы на отрезке Москва — Тифлис. Первый рейс состоялся 31 мая 1923 года. Самолёты вылетали из Москвы в 07:05, следуя через Орёл, Харьков, прибывали в Ростов-на-Дону в 18:30. Здесь делалась ночёвка с отправлением на следующие сутки в 07:05 и прибытием в Тифлис в 19:05, с промежуточными посадками в Новороссийске и Батуме. Рейсы выполнялись дважды в неделю, причём в Орле самолёты садились только для дозаправки. Участок маршрута к югу от Ростова-на-Дону оказался весьма сложным для эксплуатации. Значительную часть пути сухопутному самолёту приходилось лететь над морем. К этому следует добавить неблагоприятные погодные условия и неудовлетворительную наземную инфраструктуру. Поэтому 25 июля 1923 года маршрут изменили. Теперь из Ростова-на-Дону он проходил через Минеральные Воды, Владикавказ, Грозный и завершался в Баку. Рейсы продолжались до 1 октября 1923 года. По данным одних источников были перевезены 1231 пассажиров (445 платных), 1578 кг почты и 2143 кг грузов. По другим данным 651 пассажир, 1674 кг почты и 2424 кг грузов. Кроме работы на линии самолёты Junkers Luftverkehr Russland выполняли и полёты местного значения.
В 1924 году должна была начать работу вся линия Швеция — Персия. Для пополнения самолётного парка «Юнкерс» решил ввезти в СССР ещё 20 Юнкерс Ю-13. Это являлось нарушением условий договора, который предусматривал обслуживание авиалиний «Юнкерса» только самолётами, построенными в СССР. Но УВВС решило поддержать «Юнкерс». В письме в ГКК А. П. Розенгольц писал по этому поводу: «организация воздушной связи с Швецией и Персией имеет существенное политическое значение и необходимо всячески способствовать быстрейшей организации этого дела. … По соображениям военным нам представляется выгодным, чтобы в СССР ввозилось без наших расходов возможно большее количество авиационного имущества, которое может быть использовано в случае войны». Но, несмотря на поддержку руководства ВВС РККА, летом 1924 года «Юнкерс» отказался открыть маршрут Швеция — Персия, ссылаясь на то, что без дополнительных льгот со стороны советского правительства (в частности, разрешения на продажу в СССР коммерческой продукции фирмы — вентиляторов, газовых колонок и т. д.) работа такой протяженной линии будет убыточной. Взамен «Юнкерс» предложил организовать более короткую авиалинию Ленинград — Ревель, полеты должны были осуществляться Юнкерс Ю-13 на поплавковом шасси. Надеясь на серьёзное сотрудничество с «Юнкерс», Совет по Гражданской авиации и УВВС согласились с этим предложением, но М. Н. Тухачевский в циркуляре начальнику ВВС от 5 сентября 1924 года выдвинул требования вроде «во время следования гидропланов в пределах территориальных вод СССР до границы с Финляндией двери и окна самолёта должны быть наглухо закрыты, последние при посредстве жалюзи или непроницаемыми шторами, которые должны закрываться из кабинки летчика» или «в гидроплане вывесить инструкцию, воспрещающую пассажирам во время полета до границы с Финляндией наблюдение из окон и дверей», следование которым сделало бы для пассажиров воздушное путешествие просто угрожающе опасным. К тому же ОГПУ в письме на имя М. В. Фрунзе за подписью Г. Г. Ягоды от 16 декабря 1924 года высказалось категорически «против предоставления этому обществу для эксплуатации новой линии». Получив отказ, в ноябре 1924 года авиакомпания перебазировалась в Персию, где через некоторое время продолжила полёты под названием нем. Junkers Luftverkehr Persien.
Деятельность предприятия в Персии началась 13 декабря 1924 года с выполнения нерегулярных рейсов из Тегерана в Баку. В основном это были почтовые рейсы, они продолжались до марта 1925 года. Затем начались длительные переговоры с правительством Персии о легализации компании на территории страны. Они завершились 26 февраля 1926 года соглашением о формировании общества Junkers Luftverkehr Persien. После решения организационных вопросов, 8 февраля 1927 года начались рейсы Тегеран — Пехлеви (так с 1925 года стал называться Энзели), а год спустя линию продлили до Баку. Теперь она работала на регулярной основе. Первоначально рейсы выполнялись один раз в неделю, затем чаще. Кроме немецких, линию обслуживали и советские пилоты — Алексей Константинович Туманский и Пётр Кудрявцев. 4 октября 1927 года «Укрвоздухпуть» заключил с «Юнкерсом» договор об обслуживании линии Баку — Тегеран. «Юнкерс» должен был осуществлять перевозки от Тегерана до Пехлеви, «Укрвоздухпуть» — от Пехлеви до Баку и далее, до Москвы. Стыковка самолётов для перегрузки почты и пересадки пассажиров — дважды в неделю. 22 ноября 1927 года договор был одобрен СНК СССР, а 2 февраля 1928 года состоялся первый полет из Баку в Пехлеви. В 1930 году «Укрвоздухпуть» сменило Всесоюзное общество воздушных сообщений «Добролёт», к которому «Укрвоздухпуть» был присоединён. В марте 1932 года прекратило существование общество нем. Junkers Luftverkehr Persien, а вместе с ним и линия Тегеран — Баку.